# Септимий
Вижте пояснителната страница за други личности с името Септимии.
Септимий или Септимин (на латински: Septimius, Septiminus) e римски узурпатор през 3 век.
През 271/272 г. той е издигнат за римски император в Далмация. Неговият бунт против император Аврелиан е бързо потушен и той е убит от войниците му.